# Развој светског рекорда на 200 метара за мушкарце
Светски рекорди у дисциплини трчања на 200 метара у мушкој конкуренцији, које ИААФ званично признаје, воде се од 1952. године. Први рекорди су мерени ручно (штоперицом). До 1975. ИААФ је признавао за рекорде резултате који су се постизани на 200 м и 220 јарди. Резултат на 220 јарди је обележаван са у (јарди).
Од 1975. ИААФ признаје резултате мерене ручно и елекронским путем за дисциплине трчања на 100, 200 и 400 метара. Од 1. јануара, 1977, ИААФ за ове дисцилине прзнаје само резултате мерене електронским путем и приказаном времену на стотинке секунде.
Први светски рекорддер на 200 метара чији је резултат 1952. ратификован од ИААФ био је Енди Станфилд у времену 20,6.
Да данас (1.8.2020.) ИААФ је ратификовао укупно 24 светска рекорда у мушкој конкурњмцији.

## Рекорди 1951—1976
| Време | Ветар | Елекронски | Атлетичар      | Земља            | Место                               | Датум              |
| ----- | ----- | ---------- | -------------- | ---------------- | ----------------------------------- | ------------------ |
| 20,6  |       |            | Енди Станфилд  | Сједињене Државе | Лос Анђелес, САД                    | 28. јул 1952.      |
| 20,6  | 0,0   |            | Тејн Бејкер    | Сједињене Државе | Бејкерсфилд, САД                    | 23. јун 1956.      |
| 20,6  |       | 20,75      | Боби Џо Мороу  | Сједињене Државе | Мелбурн, Аустралија                 | 27. новембар 1956. |
| 20,6  |       |            | Манфред Гермар | Западна Немачка  | Вупертал, Западна Немачка           | 1. октобар 1958.   |
| 20,6y | −1,6  |            | Реј Нортон     | Сједињене Државе | Беркли, САД                         | 19. март 1960.     |
| 20,6  |       |            | Реј Нортон     | Сједињене Државе | Филаделфија, САД                    | 30. април 1960.    |
| 20,5y |       |            | Питер Радфорд  | Велика Британија | Вулверхемптон, Уједињено Краљевство | 28. мај 1960.      |
| 20,5  | 0,0   | 20,75      | Стоун Џонсон   | Сједињене Државе | Станфирд, САД                       | 2. јул 1960.       |
| 20,5  | 0,0   |            | Реј Нортон     | Сједињене Државе | Станфирд, САД                       | 2. јул 1960.       |
| 20,5  |       | 20,65      | Ливио Берути   | Италија          | Рим, Италија                        | 3. септембар 1960. |
| 20,5  |       | 20,62      | Ливио Берути   | Италија          | Рим, Италија                        | 3. септембар 1960. |
| 20,5y | −1,1  | 20,67      | Пол Дрејтон    | Сједињене Државе | Волнат, САД                         | 23. јун 1962.      |
| 20,3y | −0,1  |            | Хенри Кар      | Сједињене Државе | Темпи, САД                          | 23. март 1963.     |
| 20.2y | 0.5   |            | Хенри Кар      | Сједињене Државе | Темпи, САД                          | 4. април 1964.     |
| 20,0y | 0,0   |            | Томи Смит      | Сједињене Државе | Сакраменто, САД                     | 11. јун 1968.      |
| 19,8  | 0,9   | 19,83      | Томи Смит      | Сједињене Државе | Мексико Сити, Мексико               | 16. октобар 1968.  |
| 19,8  | 0,9   | 19,86      | Дон Квори      | Јамајка          | Кали, Колумбија                     | 3. август 1971.    |
| 19,8+ | 1,3   |            | Дон Квори      | Јамајка          | Јуџин, САД                          | 7. јун 1975.       |

(+) знак плус означава постигнуто време на 200 метара током дуже трке.
Резултат Џон Карлос од 19,7 секунди (19,92 електронски) (ветар 1,9 м/с), постигнут на Летњим олимпијским играма 1968. није ратификован као светски рекорд јер је Карлос носио спринтерице са дужим крампонима које нису биле прописане као званична обућа.

## Рекорди од 1977.
Томи Смит је на Олимпијски играма 1968. у Мексико Ситију (велика надморска висина) постигао најбрже време на 200 метара мерено електронски до тада.
| Време | Ветар | Атлетичар    | Земља            | Место                 | Датум               | Трајање              |
| ----- | ----- | ------------ | ---------------- | --------------------- | ------------------- | -------------------- |
| 19,83 | 0,9   | Томи Смит    | Сједињене Државе | Мексико Сити, Мексико | 16. октобар 1968.   | 10 година и 331 дан  |
| 19,72 | 1.8   | Пјетро Менеа | Италија          | Мексико Сити, Мексико | 12. септембар 1979. | 16 година и 285 дана |
| 19,66 | 1,7   | Мајкл Џонсон | Сједињене Државе | Атланта, САД          | 23. јун 1996,       | 39 дана              |
| 19,32 | 0,4   | Мајкл Џонсон | Сједињене Државе | Атланта, САД          | 1. август 1996,     | 12 година и 19 дана  |
| 19,30 | −0,9  | Јусејн Болт  | Јамајка          | Пекинг, Кина          | 20. август 2008.    | 1 година и 0 дана    |
| 19,19 | −0,3  | Јусејн Болт  | Јамајка          | Берлин, Немачка       | 20. август 2009.    | 15 година и 215 дана |

Најбоље резултате мерене ручно (на малој висини) постигли су 20,00 Валериј Борзов у Минхену 1972, затим 19,96 (Пјетро Менеа, 1980), 19,75 (Карл Луис, 1983) и 19,73 (Мајкл Марш, 1992), пре него што Мајкл Џонсон постигао 19,66 1996. године.